# Кайова (округ, Оклахома)
Округ Кайова (англ. Kiowa County) располагается в штате Оклахома, США. Официально образован в 1890 году. По состоянию на 2012 год, численность населения составляла 9310 человека.

## География
По данным Бюро переписи США, общая площадь округа равняется 2670,293 км2, из которых 2628,853 км2 — суша, и 16,000 км2, или 1,560 % — это водоёмы.

## Население
По данным переписи населения 2000 года в округе проживает 10 227 жителей в составе 4 208 домашних хозяйств и 2 815 семей. Плотность населения составляет 4,00 человека на км2. На территории округа насчитывается 5 304 жилых строений, при плотности застройки около 2,00-х строений на км2. Расовый состав населения: белые — 83,54 %, афроамериканцы — 4,67 %, коренные американцы (индейцы) — 6,31 %, азиаты — 0,31 %, гавайцы — 0,06 %, представители других рас — 2,68 %, представители двух или более рас — 2,42 %. Испаноязычные составляли 6,74 % населения независимо от расы.
В составе 27,90 % из общего числа домашних хозяйств проживают дети в возрасте до 18 лет, 52,00 % домашних хозяйств представляют собой супружеские пары, проживающие вместе, 10,40 % домашних хозяйств представляют собой одиноких женщин без супруга, 33,10 % домашних хозяйств не имеют отношения к семьям, 30,60 % домашних хозяйств состоят из одного человека, 16,30 % домашних хозяйств состоят из престарелых (65 лет и старше), проживающих в одиночестве. Средний размер домашнего хозяйства составляет 2,35 человека, и средний размер семьи 2,92 человека.
Возрастной состав округа: 24,20 % моложе 18 лет, 7,50 % от 18 до 24, 24,50 % от 25 до 44, 23,40 % от 45 до 64 и 23,40 % от 65 и старше. Средний возраст жителя округа 41 лет. На каждые 100 женщин приходится 95,70 мужчин. На каждые 100 женщин старше 18 лет приходится 90,70 мужчин.
Средний доход на домохозяйство в округе составлял 26 053 USD, на семью — 34 654 USD. Среднестатистический заработок мужчины был 25 552 USD против 19 497 USD для женщины. Доход на душу населения составлял 14 231 USD. Около 15,00 % семей и 19,30 % общего населения находились ниже черты бедности, в том числе — 23,30 % молодёжи (тех, кому ещё не исполнилось 18 лет) и 15,70 % тех, кому было уже больше 65 лет.